# Salvadora
- Commons
- Wikispecies

Salvadora é um género botânico pertencente à família Salvadoraceae.

## Espécies
- Salvadora angustifolia
- Salvadora australis
- Salvadora biflora
- Salvadora capitulata
- Salvadora crassinervia
- Salvadora cyclophylla
- Salvadora oleoides
- Salvadora persica
- Lista completa

## Classificação do gênero
| Sistema | Classificação                      | Referência               |
| ------- | ---------------------------------- | ------------------------ |
| Linné   | Classe Tetrandria, ordem Monogynia | Species plantarum (1753) |